# Драмска музика
Драмска музика је музика повезана уз драмску радњу.

## Облици драмске музике
Средишњи облик драмске музике је опера, али она обухвата и оперету, балет, мелодраму и сценску музику, која се у 20. веку више не ограничава на позорницу већ захвата филм, радио и телевизију, појављујући се као звучна кулиса или као равноправан уметнички фактор.

## Особине драмске музике
Повезаност музике с речју, покретом или дешавањима на позорници јавља се већ код најпримитивнијих народа. Музика појачава утисак речи, покрета или целокупног сценског збивања. Звук који извире из људског грла или инструмента потенцира деловање приказиване радње. Ритам и темпо у својој једноличности или разноврсности повећавају занос у плесу, корачници, радној песми, елементи музике који се првенствено темеље на мелодици и хармонији наглашавају лиричност акције, контрастност тематског материјала појачава драматичност израза, а динамичко и агогичко таласање музичког ткива даје му чувственост, инструменталне боје продубљују сликовитост, музика најзад појачава идејну компоненту спева, драмске и плесне радње.

## Историјат развоја драмске музике
Плес уз музику најстарија је врста драмске уметности. Налази се у обредима примитивних заједница, с одељеним солистичким и зборним елементима и инструменталном пратњом. Познају је и источноазијске културе. У средоземној антици развила се из дионизијског култа грчка трагедија. У средовечним народним плесовима Европе музика већ појачава говорену реч и ефекте с позорнице, певањем и свирком на инструментима (флауте, трзалачки инструменти). Али све се то одвија у оквиру импровизовања. Тек у доба касне ренесансе јавља се најизграђенији облик драмске музике — опера. Отада се јасно раздвајају појмови опера и сценска музика. У то је доба и појам балета фиксиран појавом. 